# Aranjaki
Aranjaki (sanskryt आरण्यक āraṇyaka, teksty pustkowi) – część kanonicznej literatury wedyjskiej, spisana w sanskrycie, stanowiąca zbiór tekstów fazy przejściowej, pomiędzy zawierającymi opisy obrzędów ofiarnych Brahmanami, a spekulacjami filozoficznymi Upaniszad.
Nazwa „teksty pustkowi” (czasami mylnie tłumaczona jako „teksty leśne”) oznacza, że ich zawartość uważano za sekretną, przez co nie mogła być komunikowana osobom świeckim. Bramin chcący zapoznać się z Aranjakami musiał opuścić tereny zamieszkane i udać się w miejsce ustronne „skąd nie było widać dachów zabudowań”.

## Miejsce w kanonie
Literatura wedyjska składa się z powstałych po sobie kolejno zbiorów (samhita), z których najstarszy Rygweda (hymny) poprzedził Samawedę (opis melodii i śpiewów), Jadźurwedę (formuły ofiarne) i Atharwawedę (formuły magiczne). W okresie późniejszym, dla każdego z tych zbiorów powstawały rozbudowane komentarze w formie Brahmanów (opis praktyk ofiarnych), Aranjak (mistyczne znaczenie obrzędów ofiarnych) i Upaniszad (spekulacje metafizyczne). Ponieważ każdy z komentarzy odnosi się bezpośrednio do jednej z właściwych samhit, wyróżnia się osobne Brahmany, Aranjaki i Upaniszady Rygwedy, Samawedy itd.
Chociaż datowanie Wed jest niezwykle trudne, wiadomo jednak, że chronologicznie wraz  z Upaniszadami Aranjaki tworzą tzw. wedantę (koniec, zwieńczenie Wed), co pozwala przypuszczać, że powstały w późnej fazie okresu wedyjskiego.

## Treść
Tradycyjny ideał życia braminów, ale również przedstawicieli pozostałych wyższych warn (arya szlachetnych) wpisany został w doktrynę czterech, ściśle powiązanych z kanonem wedyjskim etapów życia (aśramy). Pierwsza aśrama to okres nauki, w którym student pod okiem nauczyciela zgłębiał przesłanie Wed, kolejna to życie domowe kiedy jako gospodarz i głowa rodziny składał przeznaczone bogom ofiary (Brahmany). Trzecia to nadejście wieku starczego, kiedy to dobry arya zostawał pustelnikiem i oddawał się pogłębionym studiom nad znaczeniem poszczególnych obrzędów (Aranjaki). Ostatnia to okres w którym czując zbliżającą się śmierć odsuwał się od zgiełku życia i przy pomocy praktyk ascetycznych próbował zgłębić naturę jedności z Brahmanem (Upaniszady).
W związku z doktryną czterech aśram do niedawna jeszcze uważano, że przeważające w Aranjakach treści symboliczne, były ekwiwalentem obrzędów, których przebywający na medytacyjnym oddaleniu bramin nie był w stanie samodzielnie odprawiać (były zbyt złożone, wymagały większej ilości osób i specjalnych przyrządów). Współcześnie przyjmuje się jednak, że służyły one przede wszystkim pogłębionym i prowadzonym w odosobnieniu studiom nad symboliką, mistyką i znaczeniem poszczególnych rytuałów. Z czasem ten meta-rytualizm zaczął rozwijać się niezależnie i osiągnął formę właściwej Upaniszadom myśli spekulatywnej (co z kolei doprowadziło do krytyki i zaniku samego rytualizmu).